# Le canzoni della malavita vol. 2
Le canzoni della malavita vol. 2 è il secondo EP di Ornella Vanoni, pubblicato nel 1959 dalla casa discografica Dischi Ricordi.

## Descrizione
Le canzoni dell'EP facevano parte del repertorio delle canzoni della mala; La zolfara è di fatto una cover del brano composto nell'ambito del gruppo di Cantacronache e inciso poco tempo prima nel medesimo contesto.
Nel retro di copertina, Strehler non compare come autore dei testi di Le Mantellate e Ma mi..., che vengono fatte credere come due canzoni folk.
I quattro brani due anni dopo furono inseriti nel primo album omonimo della cantante

## Tracce
Lato A
1. Hanno ammazzato il Mario (testo: Dario Fo – musica: Fiorenzo Carpi)
2. Le Mantellate (testo: Giorgio Strehler – musica: Fiorenzo Carpi)

Lato B
1. Ma mi... (testo: Giorgio Strehler – musica: Fiorenzo Carpi)
2. La zolfara (testo: Michele Luciano Straniero – musica: Fausto Amodei)